# فقمة رمادية
الفقمة الرمادية هو كائن عثر عليه في شاطئي شمال المحيط الأطلسي. إنه ختم كبير من عائلة الفقميات، والتي يشار إليها عادة باسم «الأختام الحقيقية» أو «الأختام بلا أذنين». إنه النوع الوحيد المصنف في جنس هاليشوريس. اسمها مكتوب بختم رمادي في الولايات المتحدة؛ يُعرف أيضًا باسم ختم الأطلسي وختم رأس الحصان. 